# Спасо-Преображенский собор (Тула)
Спасо-Преображенский кафедральный собор — православный кафедральный собор в Туле, разрушенный в начале 1930-х годов.

## История
Спасский храм существовал приблизительно на этом месте уже в конце XVII века. Был он каменным, имел придел во имя иконы Божией Матери «Всех Скорбящих Радость». В те времена он находился внутри «деревянного города» близ Крапивенских ворот острога. Рядом располагались кузницы, и церковь до конца XVIII века называли Спасо-Преображенской, «что на Кузнецах» или «что в Мелких Кузнецах» — для отличия от одноимённого храма, стоявшего неподалёку на площади, и упразднённого в 1790 году.
В 1720-х годах обветшавшая Спасо-Преображенская церковь, что на Кузнецах, была разобрана. Вместо неё возвели новую, с приделом во имя Смоленской иконы Божией Матери «Одигитрия», причём придел построили и освятили раньше основного объёма, в 1717 году. По рассказам очевидцев, этот храм имел вид корабля. Но к концу XVIII столетия церковь уже не вмещала всех желающих, а иконостасы её пришли в ветхость. Эти причины и указаны в прошении прихожан к епископу Коломенскому Афанасию о строительстве нового Спасо-Преображенского храма с двумя приделами — Смоленским и Всех Скорбящих Радости.
Разрешение было получено, и строительство нового храма началось с возведения приделов в 15 саженях от старого. Приделы освятили в 1797 году, а до этого времени службы продолжались в старом храме. В том же году старый храм закрыли, а в 1819 году его разобрали. Кирпич, из которого были сложены старый храм и его колокольня, продали комитету, занимавшемуся строительством корпуса духовной семинарии.
Строители новой церкви избирались из прихожан. Особое участие в этом благородном деле приняли купец 1-й гильдии Иван Евдокимович Белобородов и сын его Кондрат. Через шесть лет после устроения приделов, в 1803 году, приступили к основному объёму храма. Четыре года продолжалось строительство и было почти завершено, но от слабого грунта земли на северную сторону стена упала и свод обвалился. Постройку разобрали до фундамента.

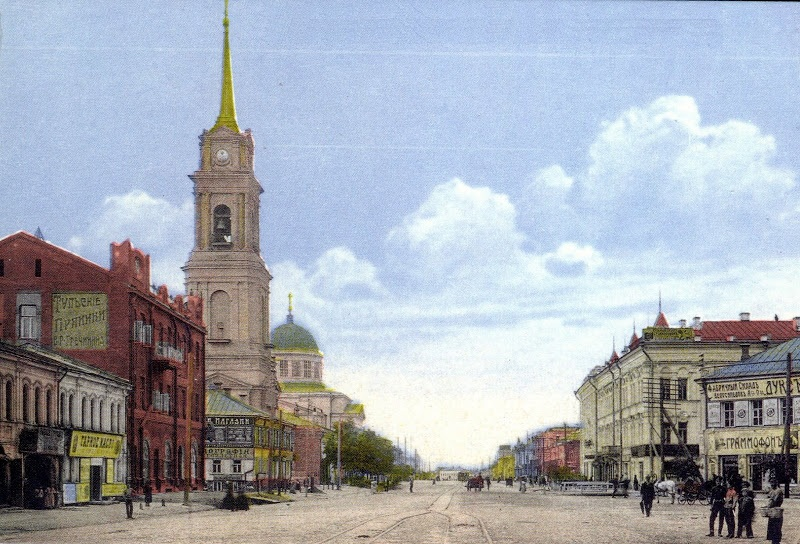
Вид на собор со стороны современной площади Восстания (1912)

Для разработки нового проекта был проведён конкурс, в результате которого план губернского архитектора Нежданова прихожанам не понравился, а победил проект архитектора Тульского оружейного завода Пименова. Под его надзором в 1816 году началось новое строительство. Прежде всего, укрепили основание будущего храма, устроив под фундаментом мощный ростверк на 530 сваях.
В 1817 году начались финансовые проблемы и строительство было на некоторое время остановлено. После смерти Пименова, надзор за возведением храма осуществлял Праве, а закончено оно было в 1832 году уже под надзором Василия Федосеева, ученика Карло Росси. Для облегчения веса здания Федосеев спроектировал деревянный купол. Строительство завершили в 1843 году, и в том же году храм был освящён. На завершающем этапе строителями выступали с духовной стороны — протоиерей Петр Успенский, затем — протоиерей Димитрий Иовлев, из прихожан — купец Матвей Белобородое и позже С. М. Соколов. В 1893 году с западной стороны храма была построена каменная колокольня.
Храм стал излюбленным местом горожан и восхищал своим великолепием. Внутренность храма с её величественным иконостасом, уходящим вершиною в самый купол, поражала зрителя своими огромными размерами. Здесь могли одновременно находиться до б тысяч человек. Серебряные ризы и оклады икон, церковная утварь храма весили более 6 пудов. В 1917 году при епископе Тульском и Белёвском Иувеналии постановлением Священного Синода Спасо-Преображенскому храму был присвоен статус второго кафедрального собора Тулы.

## Закрытие и снос
В 1922 году во время кампании помощи голодающим Поволжья из храма изъяли всё серебро. 16 февраля 1930 года президиум Мособлисполкома постановил в числе других закрыть и Спасо-Преображенский собор. Настоятель храма отец Димитрий Глаголев, староста и несколько верующих отказались покинуть храм. Священника расстреляли, остальных арестовали и увезли в Москву в Бутырскую тюрьму.
Планировалось разместить в здании бывшего храма Центральную городскую библиотеку, но проект не осуществился, и впоследствии Спасо-Преображенский собор снесли. На месте храма в мае 1934 года разбили сквер, названный Пионерским. В нём были гипсовые фигурки пионеров с горнами, детей, играющих в мяч, фонтаны, а также городская Доска почёта, клумбы и скамеечки.